# Orhan Miroğlu
Orhan Miroğlu (geboren 1953 in Midyat) ist ein Politiker und Schriftsteller in der Türkei. 

## Leben
Orhan Miroğlu verbrachte seine Jugend in Batman und Diyarbakır und nahm an den Jugendbewegungen der 1970er und 1980er Jahre teil. Nach dem Putsch am 12. September 1980 wurde er verhaftet und im Prozess gegen die Türkiye Kürdistanı Sosyalist Partisi (TKSP, heute Sozialistische Partei Kurdistans, PSK) zu 15 Jahren Haft verurteilt. 1988 wurde er aus der Haft entlassen.  Am 20. September 1992 überlebte in Diyarbakır schwerverletzt den tödlichen Anschlag an dem Journalisten und Schriftsteller Musa Anter. Nach Ablauf seines politischen Betätigungsverbots 1995 engagierte er sich seit 1999 zunächst in HADEP, DEHAP und schließlich der Demokratik Toplum Partisi (DTP) antrat und nur knapp den Einzug in die Nationalversammlung verfehlte. Er schreibt in Radikal İki, Ülkede Özgür Gündem, Özgür Politika, Birgün und Taraf. Orhan Miroğlu ist seit der Parlamentswahl in der Türkei Juni 2015 Abgeordneter der Stadt Mardin für die konservative Regierungspartei AKP. 
1997 war er als Zeitzeuge im Film Close up – Kurdistan von Yüksel Yavuz zu sehen.
Orhan Miroğlu ist verheiratet und Vater zweier Kinder.

## Werke
- Dijwar – Onlara Dair Her Şey (Avesta Yayınları, 2004)
- Çapraz Ateşte İki Halk: Türkler ve Kürtler – Yeni Jeopolitika ve Nasyonalizm (Beybûn, 2005)
- Hevsel Bahçesinde Bir Dut Ağacı (İletişim, 2005)
- Ona Zarfsız Kuşlar Gönderin Uğur Kaymaz Kitabı (Agora Kitaplığı, 2006)
- Barışa Dair Bir Hikayemiz Olsun (Agora Kitaplığı, 2007)